# 夜宴
《夜宴》是中國导演冯小刚于2006年制作的電影，于2006年9月14日星期四公映，首日票房突破1200万元。該片入選第63屆威尼斯國際影展非競賽展映單元及代表香港角逐第79屆奧斯卡金像獎最佳外語片獎。

## 剧情
该片根据莎士比亚名剧《哈姆雷特》改编，声称故事背景是中国的五代十国时期，故事围绕宫廷斗争讲述权力、爱情及死亡的主题。

## 製作人員
- 编剧：盛和煜、邱剛健
- 武術指導：袁和平
- 電影配樂：谭　盾
- 藝術指導：葉錦添

## 主演
| 演員   | 角色                             |
| 章子怡 | 婉后（皇后，太子的继母和初恋情人） |
| 葛 优  | 厉帝（杀兄篡位的皇帝）           |
| 吳彥祖 | 无鸾（太子，厉帝侄子）           |
| 周 迅  | 青女（殷太常之女）               |
| 马精武 | 殷太常（殷隼与青女之父，太尉）   |
| 黄晓明 | 殷隼（殷太常之子，幽州節度使）   |

## 發行

### 票房
台灣方面獲得1000萬票房(台北市)

### 評價
爛番茄根據12條評論，本片得到新鮮度42%，均分4.5／10，觀眾的好評度達60%，均分3.4／5。

## 獎項與提名
| 頒獎典禮                   | 獎項             | 名字                                                | 結果 |
| -------------------------- | ---------------- | --------------------------------------------------- | ---- |
| 第43屆金馬獎               | 最佳攝影         | 張黎                                                | 提名 |
| 第43屆金馬獎               | 最佳美術設計     | 葉錦添                                              | 獲獎 |
| 第43屆金馬獎               | 最佳造型設計     | 葉錦添                                              | 獲獎 |
| 第43屆金馬獎               | 最佳原創電影音樂 | 譚盾                                                | 提名 |
| 第43屆金馬獎               | 最佳原創電影歌曲 | 〈越人歌〉 詞：佚名〈古越歌〉，曲：譚盾，唱：周迅   | 提名 |
| 第13屆香港電影評論學會大獎 | 最佳女演員       | 周迅                                                | 提名 |
| 第1屆亞洲電影大獎          | 最佳女演員       | 章子怡                                              | 提名 |
| 第1屆亞洲電影大獎          | 最佳美術指導     | 葉錦添                                              | 獲獎 |
| 第26屆香港電影金像獎       | 最佳女配角       | 周迅                                                | 獲獎 |
| 第26屆香港電影金像獎       | 最佳美術指導     | 葉錦添                                              | 提名 |
| 第26屆香港電影金像獎       | 最佳服裝造型設計 | 葉錦添                                              | 提名 |
| 第26屆香港電影金像獎       | 最佳原創電影音樂 | 譚盾                                                | 提名 |
| 第26屆香港電影金像獎       | 最佳原創電影歌曲 | 我用所有報答愛 主唱：張靚穎 作曲：譚盾 填詞：范學宜 | 提名 |
| 第26屆香港電影金像獎       | 最佳音響效果     | 王丹戎                                              | 提名 |
| 第26屆香港電影金像獎       | 最佳視覺效果     | 蔣燕鳴                                              | 提名 |
| 第12屆香港電影金紫荊獎     | 最佳女配角       | 周迅                                                | 獲獎 |
| 第12屆香港電影金紫荊獎     | 最佳攝影         | 張黎                                                | 提名 |
| 第12屆香港電影金紫荊獎     | 最佳剪接         | 劉淼淼                                              | 提名 |
| 第12屆香港電影金紫荊獎     | 最佳美術指導     | 葉錦添                                              | 獲獎 |
| 第12屆香港電影金紫荊獎     | 最佳動作指導     | 袁家班                                              | 提名 |
| 第12屆香港電影金紫荊獎     | 最佳電影音樂     | 譚盾                                                | 提名 |
| 第12屆香港電影金紫荊獎     | 最佳電影歌曲     | 我用所有報答愛                                      | 獲獎 |